# Campo Sportivo Rivetti
Il campo sportivo Rivetti è stato un impianto sportivo polifunzionale di Biella. Inaugurato nel 1921, è stato subito intitolato al conte, commendator e industriale biellese Giuseppe Rivetti che lo donò alla Biellese per sostituire il vecchio "campo Lanzone" ormai obsoleto per i campionati calcistici dell'epoca.

## Storia
Il campo fu approntato per disputare la stagione sportiva 1921-1922 e inaugurato domenica 9 ottobre 1921 ospitando per una partita amichevole di pre-campionato la Novese (vinta dagli ospiti 1-0).
Alla cerimonia di inaugurazione, iniziata alle 9 e curata dal presidente Bona e dall'intero consiglio direttivo, presenziarono la banda cittadina e diverse associazioni sportive invitate all'evento.
Il padrino del nuovo vessillo sociale, presentato in questa importante occasione, fu il figlio del conte Rivetti, Pierino, e la cugina del conte, la bellissima signora Bianca Rivetti, che ruppe contro uno dei pali la classica bottiglia di champagne.
Dopo il pranzo, che si svolse all'"Albergo dell'Angelo" alle 12, le squadre scesero in campo alle 13 per la partita inaugurale che vide gli ospiti cogliere la vittoria su calcio di rigore segnato al 77'.
L'inaugurazione del nuovo e bellissimo campo sportivo proseguì con dei saggi ginnastici eseguiti dagli atleti della U.S. Biellese alle 16. A concludere la serata sul campo, si esibì la banda cittadina. Dei fuochi d'artificio terminarono l'evento alle 21 di fronte ad un nutrito pubblico locale.